# IBrX-50
IBrX-50 ist ein wichtiger Finanzindex an der brasilianischen Börse Bovespa in São Paulo. Er wurde am 30. Dezember 1997 erstmals berechnet und ist nach dem Bovespa-Index (1968) und dem IBrX-100 (1995) der drittälteste Aktienindex in Brasilien.

## Zusammensetzung
Im IBrX-50 sind die 50 größten Unternehmen aus Brasilien geführt :
| Name                           | Logo | Symbol | Branche                            | Sitz                | Gewichtung in % |
| ------------------------------ | ---- | ------ | ---------------------------------- | ------------------- | --------------- |
| AmBev                          | Logo | ABEV3  | Nahrungsmittel und Getränke        | São Paulo           | 6,624           |
| B3                             | Logo | B3SA3  | Börse                              | São Paulo           | 4,010           |
| Banco do Brasil                | Logo | BBAS3  | Finanzen und Versicherungen        | Brasília            | 3,314           |
| Banco Bradesco                 | Logo | BBDC4  | Finanzen und Versicherungen        | Osasco              | 8,185           |
| BB Seguridade                  | Logo | BBSE3  | Finanzen und Versicherungen        | Brasília            | 1,347           |
| Bradespar                      | Logo | BRAP4  | Verschiedenes / Holdingunternehmen | São Paulo           | 0,560           |
| BRF                            |      | BRFS3  | Nahrungsmittel                     | Itajaí              | 1,416           |
| Braskem                        | Logo | BRKM5  | Chemie                             | São Paulo           | 1,167           |
| BRMalls                        |      | BRML3  | Immobilien                         | Rio de Janeiro      | 0,695           |
| CCR                            | Logo | CCRO3  | Verkehrsinfrastruktur              | São Paulo           | 0,951           |
| Cielo                          | Logo | CIEL3  | Finanzen                           | São Paulo           | 1,273           |
| Cemig                          | Logo | CMIG4  | Energie                            | Belo Horizonte      | 0,552           |
| Cosan                          | Logo | CSAN3  | Nahrungsmittel                     | São Paulo           | 0,481           |
| Companhia Siderúrgica Nacional | Logo | CSNA3  | Montanwirtschaft, Stahlerzeugung   | Rio de Janeiro      | 0,463           |
| Eletrobrás                     | Logo | ELET3  | Energie                            | Rio de Janeiro      | 0,380           |
| Embraer                        | Logo | EMBR3  | Flugzeugbau                        | São José dos Campos | 1,089           |
| Equatorial Energia             |      | EQTL3  | Energie                            | Brasília            | 0,961           |
| Estacio Participacoes          |      | ESTC3  | Bildung                            | Rio de Janeiro      | 0,664           |
| Fibria                         |      | FIBR3  | Papier                             | São Paulo           | 1,332           |
| Gerdau S.A.                    | Logo | GGBR4  | Montanwirtschaft, Stahlerzeugung   | Porto Alegre        | 1,333           |
| Metalúrgica Gerdau             | Logo | GOAU4  | Montanwirtschaft, Stahlerzeugung   | Porto Alegre        | 0,354           |
| Hypera Pharma                  |      | HYPE3  | Pharma                             | São Paulo           | 0,900           |
| Itaúsa                         | Logo | ITSA4  | Verschiedenes / Holdingunternehmen | São Paulo           | 3,904           |
| Itaú Unibanco                  | Logo | ITUB4  | Finanzen und Versicherungen        | São Paulo           | 11,608          |
| JBS                            | Logo | JBSS3  | Nahrungsmittel                     | São Paulo           | 1,150           |
| Klabin                         | Logo | KLBN4  | Papier und Pappe                   | São Paulo           | 0,920           |
| Kroton Educacional             |      | KROT3  | Bildung                            | Belo Horizonte      | 1,352           |
| Lojas Americanas               |      | LAME4  | Online-Handel                      | Rio de Janeiro      | 0,995           |
| Lojas Renner                   |      | LREN3  | Textilhandel                       |                     | 1,737           |
| Magazine Luiza                 |      | MGLU3  | Online-Handel                      | Louveira            | 0,733           |
| MRV Engenharia                 | Logo | MRVE3  | Bau                                | Belo Horizonte      | 0,313           |
| Multiplan                      |      | MULT3  | Immobilien                         | Rio de Janeiro      | 0,431           |
| Natura Cosméticos              |      | NATU3  | Kosmetik                           | Cajamar             | 0,403           |
| GPA                            | Logo | PCAR4  | Einzelhandel                       | São Paulo           | 1,051           |
| Petrobras                      | Logo | PETR3  | Mineralöl und Erdgas               | Rio de Janeiro      | 4,966           |
| Petrobras                      | Logo | PETR4  | Mineralöl und Erdgas               | Rio de Janeiro      | 6,882           |
| Qualicorp                      |      | QUAL3  | Gesundheitsdienstleistungen        |                     | 0,465           |
| RaiaDrogasil                   |      | RADL3  | Pharmahandel                       | São Paulo           | 1,292           |
| Rumo Logística                 | Logo | RAIL3  | Bahngesellschaft                   | Curitiba            | 1,345           |
| Localiza                       |      | RENT3  | Autovermietung                     | Belo Horizonte      | 0,985           |
| Santander Brasil               | Logo | SANB11 | Finanzen und Versicherungen        | São Paulo           | 1,124           |
| Sabesp                         | Logo | SBSP3  | Versorger                          | São Paulo           | 0,704           |
| Smiles Fidelidade              |      | SMLS3  | Dienstleistungen / Reisen          | São Paulo           | 0,252           |
| Suzano Papel e Celulose        | Logo | SUZB3  | Papier                             | São Paulo           | 1,581           |
| TIM Brasil                     | Logo | TIMP3  | Telekommunikation                  | Rio de Janeiro      | 0,785           |
| Ultrapar                       | Logo | UGPA3  | Mineralöl und Erdgas               | São Paulo           | 1,928           |
| Usiminas                       | Logo | USIM5  | Montanwirtschaft, Stahlerzeugung   | Belo Horizonte      | 0,365           |
| Vale do Rio Doce               | Logo | VALE3  | Bergbau                            | Rio de Janeiro      | 13,066          |
| Telefônica Brasil              |      | VIVT4  | Telekommunikation                  | São Paulo           | 1,362           |
| Via Varejo                     | Logo | VVAR11 | Einzelhandel                       | São Paulo           | 0,250           |